# Nella rete del serial killer
Nella rete del serial killer (Untraceable) è un film thriller del 2008 diretto da Gregory Hoblit. Protagonista del film è Diane Lane, che veste i panni di un'agente del Dipartimento di Polizia di Portland, Oregon, Jennifer Marsh, alla prese con un serial killer che opera sul web.
Il film è uscito in Italia il 1º agosto 2008.

## Trama
Il film inizia con una scena dove una persona "gioca" fino ad uccidere un gatto. La scena successiva è alla sezione cyber crime del Dipartimento di Polizia di Portland, nell'Oregon, dove l'agente Jennifer Marsh, aiutata dal collega Griffin Dowd, indaga su alcune truffe e raggiri nel mondo del web. Jennifer ha una figlia che vive con lei insieme alla madre, dopo la morte del marito Nick (anche lui un agente). Ben presto la protagonista inizia a indagare sul sito web killwithme.com del killer Owen Reilly, che risulta irrintracciabile (untraceable è appunto il nome originale del film). Sul sito viene inviato in streaming inizialmente un video di un gatto rapito ("Lulù" il suo nome) che viene torturato e quindi ucciso.
La vittima successiva, del serial killer, è invece un uomo che viene rapito per strada, Erbert Miller, pilota di elicotteri, a cui viene collegato un sistema che gli inietta nelle vene dell'anticoagulante; più gente si connette al sito web, più crudeli saranno le violenze e più veloce sarà la morte del malcapitato. A Jennifer viene in aiuto il detective Eric Box, ma non riescono a salvare il rapito e torturato Miller che, dopo la sua morte, viene messo nella macchina di un membro del congresso dell'Oregon, a Irvington. Si forma così una task-force dell'FBI.
La nuova vittima, è David Williams, ex giornalista, che viene immerso nel cemento fino alle ginocchia e attorniato da lampade per abbronzatura che lo surriscaldano, fino a causargli la morte in meno di 6 ore. Il suo cadavere viene trovato sotto casa di Jennifer, in una macchina sulla cui antenna era montata una telecamera che riprendeva la sua abitazione. La vittima seguente sembra quindi possa essere la figlia, invece sarà il suo collega Griffin Dowd, messo in trappola da un finto incontro romantico con una tale Melanie (in realtà, il killer con la voce camuffata). La nuova vittima si trova immersa in una miscela di acido solforico e acqua (lo stesso acido delle batterie, che può quindi causargli gravi ustioni a contatto con la pelle). Nonostante tutti gli sforzi, non riescono a salvare neppure lui; Griffin però riesce a inviare con il battito dell'occhio un ultimo messaggio, che li porterà a trovare chi è il serial killer.
Si capisce così che il killer è un giovane il cui padre si era suicidato un anno prima, ripreso dalle telecamere di un elicottero pilotato da Erbert Miller (la prima vittima). Suo padre, nel cadere dal ponte dopo essersi sparato, perse gli occhiali che vennero ritrovati da una persona che viene intervistata il giorno seguente da David Williams (la seconda vittima). La terza vittima, Griffin, è invece stata scelta in quanto aveva interferito con i suoi piani. L'ultima vittima sarà quindi l'agente Marsh, che viene rapita in una notte uggiosa su di un ponte. Jennifer viene appesa a testa in giù nel suo seminterrato, sopra una macchina solleva-zolle, ma riesce a scappare dondolandosi fuori dalla "trappola". In breve, innesca un combattimento con il killer, uccidendolo infine con la pistola.